# Thymus embergeri
Thymus embergeri — вид рослин родини глухокропивові (Lamiaceae), ендемік півдня Франції.

## Опис
Цей чебрець ароматний, невеликий, лежачий, він не перевищує 15 см. Листя у 3–5 разів більше у довжину, ніж ушир.

## Поширення
Ендемік півдня Франції.